# Козлов, Геннадий Викторович (физик)
Генна́дий Ви́кторович Козло́в (род. 25 февраля 1944 года) — российский государственный деятель, российский и советский учёный-физик.

## Биография
Родился 25 февраля 1944 г. в д. Муравьёво Краснохолмского района (ныне — Тверской области); окончил физический факультет МГУ им. М. В. Ломоносова в 1968 г., доктор физико-математических наук, профессор, действительный государственный советник Российской Федерации 1 класса;
1967—1983 — аспирант (кандидат физико-математических наук — 1971), младший научный сотрудник, старший научный сотрудник (доктор физико-математических наук — 1981) Физического института АН СССР;
1983—1993 — старший научный сотрудник, заведующий сектором, лабораторией, отделом Института общей физики РАН;
1993—1996 — заместитель министра науки и технической политики России;
1996—1997 — первый заместитель председателя Государственного комитета РФ по науке и технологиям;
1997—1999 — статс-секретарь — первый заместитель председателя Государственного комитета РФ по науке и технологиям; после преобразования госкомитета в министерство в 1997 г. занял пост первого заместителя министра;
апрель 1999 г. — сентябрь 2000 г. — статс-секретарь — первый заместитель министра науки и технологий РФ
2000—2002 — начальник Департамента фундаментальных и поисковых исследований Министерства промышленности, науки и технологий РФ;
с 1993 по 2009 являлся председателем наблюдательного совета Фонда содействия развитию малых форм предприятий в научно-технической сфере (1994);
2002—2004 генеральный директор Российского агентства по системам управления;
В настоящее время заместитель руководителя аппарата генерального директора АО «Концерн ВКО „Алмаз — Антей“», главный редактор научно-технического журнала Вестник Концерна ВКО «Алмаз — Антей».
Лауреат Государственной премии СССР; награждён Орденом Дружбы народов, Орденом Почёта, Орденом «За заслуги перед Отечеством» IV степени, Почётной грамотой президента Российской Федерации, медалями.
Женат, имеет двоих детей.

## Научная деятельность
Основные направления научных исследований относятся к квантовой электронике, физике твёрдого тела, теории излучения, физике элементарных частиц, а также к решению ряда прикладных задач по нелинейным эффектам в кристаллах на миллиметровых волнах, спектроскопии миллиметровых сигналов при прохождении твердых тел и ионных проводников, субмиллиметровой диэлектрической спектроскопии кристаллов при структурных фазовых переходах, разработке методов измерений в диапазоне миллиметровых волн.
Государственная премия за цикл работ по освоению субмиллиметрового диапазона.

## Книги на русском языке
- Козлов Г. В. Познание судьбы. — Рязань: Сервис, 2009.
- Козлов Г. В. Миллиметровые и субмиллиметровые волны. — Нижний Новгород: ННИИРТ, 2009.
- Козлов Г. В. Воплощение судьбы. — Рязань: Сервис, 2011.
- Козлов Г. В. Лаборатория: десять сюжетов из жизни ученых. — М.: Новое Время, 2015. — 448 с.
- Козлов Г. В. Наука под углом зрения. Пьесы. — М.: Новое Время, 2015. — 440 с.
- Козлов Г. В. Весёлые истории о ёжиках. — М.: Новое Время, 2015. — 136 с.
- Козлов Г. В. Грустный оптимизм счастливого поколения. — М.: Этерна, 2015. — 448 с.
- Козлов Г. В. Творец. — Саратов: Олимп Экспо, 2016. — 152 с